# ذخیره‌گاه زیست‌کره دایهانگ-دیبانگ
ذخیره‌گاه زیست‌کره دایهانگ-دیبانگ (به انگلیسی: Dihang-Dibang Biosphere Reserve) یک منطقهٔ مسکونی در هند است که در بخش سیانگ بالا واقع شده‌است. ذخیره‌گاه زیست‌کره دایهانگ-دیبانگ ۵٬۱۱۲ کیلومتر مربع مساحت دارد.